# Oriolles

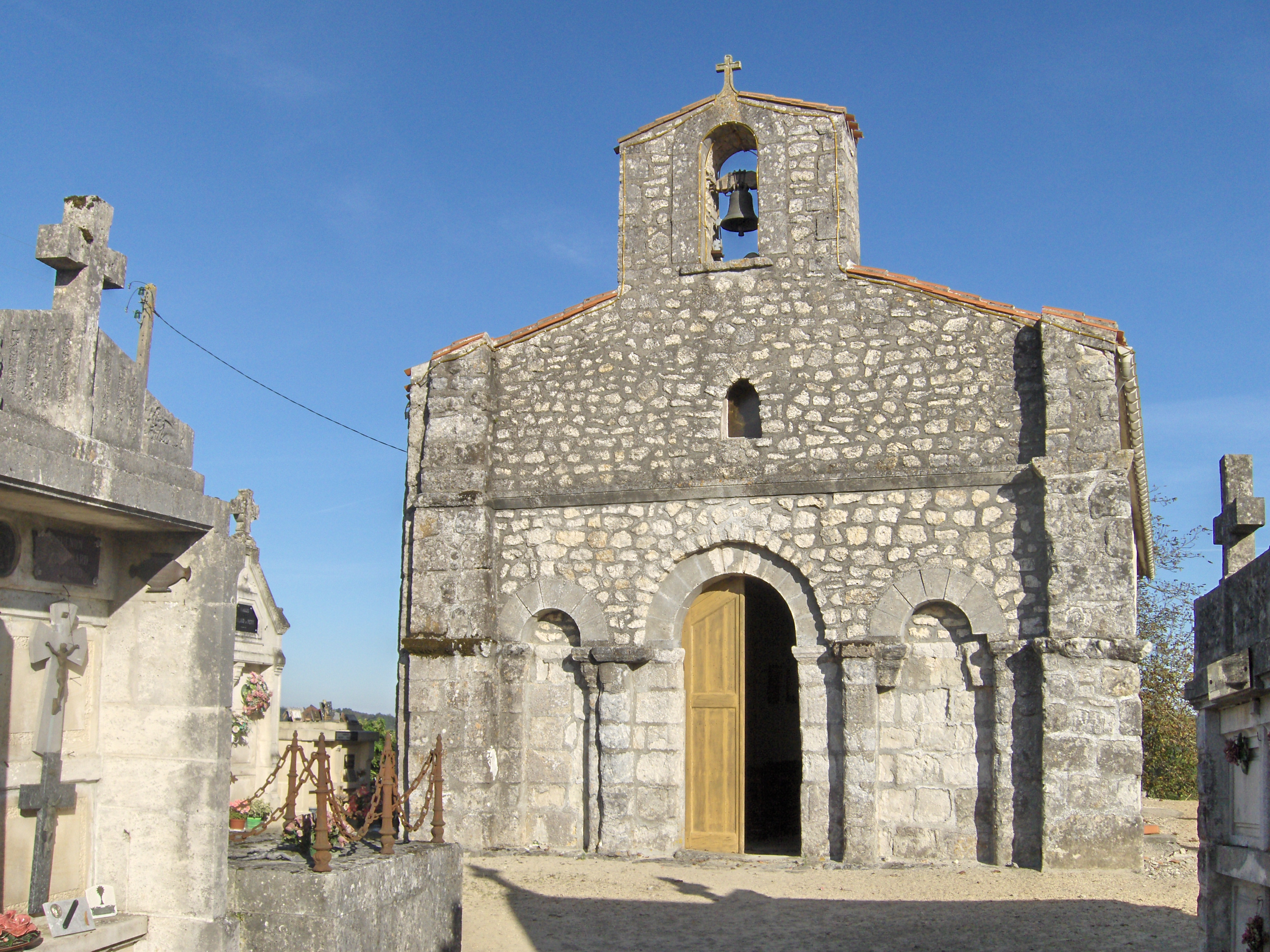
Kerk

Oriolles is een gemeente in het Franse departement Charente (regio Nouvelle-Aquitaine) en telt 218 inwoners (1999). De plaats maakt deel uit van het arrondissement Cognac.

## Geografie
De oppervlakte van Oriolles bedraagt 18,6 km², de bevolkingsdichtheid is 11,7 inwoners per km².
De onderstaande kaart toont de ligging van Oriolles met de belangrijkste infrastructuur en aangrenzende gemeenten.

## Demografie
Onderstaande figuur toont het verloop van het inwonertal (bron: INSEE-tellingen).